# Вулиця Михайла Рудницького (Тернопіль)
Вулиця Михайла Рудницького — вулиця в мікрорайоні «Старий парк» міста Тернополя. Названа на честь українського письменника і журналіста Михайла Рудницького.

## Відомості
Розпочинається від вулиці Клінічної, пролягає на схід до вулиці Лемківської, де і закінчується. На вулиці розташовані переважно приватні будинки. З півночі примикає вулиця Степана Чарнецького, з півдня — Уласа Самчука. Крім цього, на південь відгалужуються вулиці Василя Безкоровайного, Академіка Степана Балея та Уласа Самчука-бічна. 

## Транспорт
Рух вулицею — двосторонній, дорожнє покриття — асфальт. Громадський транспорт по вулиці не курсує, найближчі зупинки знаходяться на проспекті Степана Бандери.